# Mirabilia Urbis Romae
Mirabilia Urbis Romae, latin Staden Roms underverk, är en pilgrimsguide till staden Rom, första gången sammanställd på 1140-talet. Originalutgåvan författades av en kanik vid Peterskyrkan. Mirabilia Urbis Romae utgjorde standardguide för Roms pilgrimer och turister fram till 1400-talet, då Leon Battista Alberti utgav Descriptio urbis Romae.
Mirabilia Urbis Romae är uppdelad i följande avsnitt:
- De muro urbis (om Roms murar)
- De portis urbis (om Roms stadsportar)
- De miliaribus (om milstenar)
- Nomina portarum (stadsportarnas namn)
- Quot porte sunt Transtiberim (om Trasteveres portar)
- De arcubus (om Roms triumfbågar)
- De montibus (om Roms kullar)
- De termis (om Roms termer)
- De palatiis (om Roms palats)
- De theatris (om Roms teatrar)
- De locis qui inveniuntur in sanctorum passionibus (om platser förknippade med helgonens martyrier)
- De pontibus (om Roms broar)
- De cimiteriis (om Roms begravningsplatser)
- De iussione Octaviani imperatoris et responsione Sibille (om kejsar Octavianus fråga och sibyllans svar)
- Quare facti sunt caballi marmorei (varför marmorhästarna uppfördes)
- De nominibus iudicum et eorum instructionibus (om namnet på domarna och deras instruktioner)
- De columna Antonii et Trajani (om Antoninus Pius-kolonnen och Trajanuskolonnen)
- Quare factus sit equus qui dicitur Constantinus (varför Marcus Aurelius ryttarstaty uppfördes)
- Quare factum sit Pantheon et postmodum oratio B. (varför Pantheon byggdes)
- Quare Octavianus vocatus sit Augustus et quare dicatur ecclesia Sancti Petri ad vincula (varför Octavianus kallades Augustus, och ursprunget till kyrkan San Pietro in Vincolis namn)
- De vaticano et Agulio (om Vatikanska kullen och "nålen")
- Quot sunt templa trans Tiberim (om templen i Trastevere)
- Predicatio sanctorum (om helgonpredikningar)